# Heidelberg-oproep
De Heidelberg-oproep (Engels: Heidelberg Appeal) is een door de Franse journalist Michel Salomon geschreven tekst die openbaar gemaakt werd tijdens de VN-conferentie inzake Milieu en Ontwikkeling in Rio de Janeiro (1992). De oproep werd door een groot aantal vooraanstaande wetenschappers ondertekend, waaronder een aantal Nobelprijswinnaars. 
De Heidelberg-oproep werd omarmd door critici van de milieubeweging, en wordt door conservatieve denktanks en klimaatskeptische websites veelvuldig opgevoerd als bewijs dat veel wetenschappers de menselijke invloed op de opwarming van de Aarde verwerpen. De tekst was echter in nogal algemene termen gesteld en noemde niet specifiek de bevindingen over klimaatverandering die door het Intergovernmental Panel on Climate Change in Rio werden gepresenteerd. Het document stelde dat de ondergetekenden "bezorgd waren over de opkomst van een irrationele ideologie die de wetenschappelijke en industriële vooruitgang tegenstaat", en waarschuwde tegen het nemen van beslissingen gebaseerd op "pseudo-wetenschappelijke argumenten en onjuiste of niet terzake doende gegevens".
De website SourceWatch van de Amerikaanse organisatie Center for Media and Democracy (CMD) omschrijft de Heidelberg-oproep als "oplichterij door de asbest- en tabaksindustrie". Volgens het CMD ondertekenden de wetenschappers het document in goede trouw, en werd het daarna misbruikt door klimaatontkenners om de indruk te scheppen dat er grote onenigheid onder wetenschappers is over de redenen voor de klimaatverandering.
De tekst werd door Salomon samengesteld naar aanleiding van een symposium die hij samen met de natuurkundige en klimaatscepticus Fred Singer organiseerde in de Duitse stad Heidelberg op 14 april 1992. De oproep werd gevolgd door de Leipzig-verklaring in 1995, en een tweede verklaring in 1997, beide geschreven door Singer en het Science & Environmental Policy Project, een door Singer gevestigde organisatie.
De in 1993 opgerichte klimaatsceptische organisatie Stichting Heidelberg Appeal Nederland ontleent zijn naam aan de tekst.